# 伊萨·普利耶夫
伊萨·亚历山德罗维奇·普利耶夫（1903年11月25日—1979年2月6日），北高加索奥塞梯人，苏联大将。

## 生平

### 早年
生于沙俄帝国捷列克州（北奥塞梯-阿兰共和国）巴特克村。毕业于弗拉季高加索第二实科中学。
1922年3月参加红军在独立高加索集团军特别部任战士。1923年6月至8月转入预备役。1923年9月被招入列宁格勒骑兵学校学习，1926年毕业。1926年加入联共（布）。毕业后，1926年9月分配到克拉斯诺达尔的北高加索山地民族骑兵学校任队长。1930年入伏龙芝军事学院，1933年毕业后任基辅军区以米哈伊尔·费多谢耶维奇·布利诺夫命名的斯塔夫罗波尔骑兵第5师司令部作战科科长。1936年6月任蒙古人民革命军联合军事学校司令部顾问。1939年2月任白俄罗斯特别军区骑兵第6师骑兵第48团团长，获上校军衔，参加了1939年9月解放西白俄罗斯|西白俄罗斯解放进军。1940年10月入总参军事学院学习。

### 苏德战争
苏德战争开始后，1941年7月6日任北高加索军区骑兵第50师上校师长，从组建地的阿爾馬維爾率该师于1941年8月在斯摩棱斯克地区编入西方面军瓦西里·阿法纳西耶维奇·霍缅科中将的第30集团军、伊万·伊万诺维奇·马斯连尼科夫第29集团军集群之下的第22集团军、罗科索夫斯基第16集团军下属的列夫·米哈伊洛维奇·多瓦托尔少将的骑兵集群。在斯摩棱斯克会战中发动了对德军“中央”集团军群后方的两次大胆袭击。1941年9月11日晋升少将军衔。莫斯科会战第一阶段，骑兵第50师隶属于罗科索夫斯基第16集团军，参加了维亚济马防御战役、莫扎伊斯克-小雅罗斯拉维茨防御战役、克林—索尔涅奇诺戈尔斯克防御战役。由于出色的作战表现与涌现出大批英雄主义事迹，1941年11月26日骑兵第50师首批被授予近卫军称号，改称近卫骑兵第3师。在西方面军第5集团军}近卫骑兵第2军编成内参加了莫斯科会战第二阶段大反攻的克林—索尔涅奇诺戈尔斯克攻势。1941年12月19日列夫·米哈伊洛维奇·多瓦托尔少将在魯扎附近匍匐爬向观察所时被德军机枪把身体射杀成两截牺牲，普利耶夫接任近卫骑兵第2军军长。1942年4月16日，调任南方面军骑兵第5军军长，在哈爾科夫戰役在伊久姆苦战，6月底损失惨重的该骑兵军撤销。1942年7月任西南方面军近卫骑兵第3军军长，参加沃罗涅日—伏罗希洛夫格勒防御战役，在斯大林格勒会战期间，数次变更隶属到顿河方面军、斯大林格勒方面军的最危险作战地域。1942年11月19日斯大林格勒会战大反攻，近卫骑兵第3军在西南方面军最左翼突破德军防御，向东南方向进攻，形成斯大林格勒包围圈的西北翼。
1943年2月被任命为在大本营预备队组建的近卫坦克第5集团军副司令员。1943年5月任草原军区副司令员，1943年7月9日草原军区改称草原方面军，参加库尔斯克会战、别尔哥罗德-哈尔科夫攻势；解放左岸乌克兰的第聂伯河会战。1943年10月20日，草原方面军改称乌克兰第二方面军。1943年10月29日普利耶夫晋升中将军衔。
1943年11月4日，由于乌克兰第三方面军近卫库班骑兵第4军军长尼古拉·雅科夫列维奇·基里先科中将在梅利托波尔攻势中，与坦克第19军与航空兵合编成骑兵机械化集群，从梅利托波尔南郊发起攻势，强渡莫洛奇纳亚河，进攻韦肖洛耶、新阿斯卡尼亚和彼列科普方向，在彼列科普突破时进攻迟缓而被撤职，由普利耶夫继任军长兼骑兵机械化集群司令。遂行防卫亚速海沿岸琼加尔地峡、格尼切斯克地域的作战任务，直至1944年2月。
1944年2月中旬转隶乌克兰第3方面军，3月6日开始别列兹涅戈瓦托耶—斯尼吉廖夫卡攻势中，乌克兰第三方面军以近卫骑兵第4军与近卫机械化第4军（有100辆坦克、23门自行火炮）编成“普利耶夫骑兵机械化集群”，在战役第一日20时30分从克里沃罗格投入近卫第8集团军的战役突破口，直扑德军第6集团军司令部驻地新布格，克服了恶劣天气于3月8日晨四面合围并攻克了新布格。3月8日，在夺取新布格的战斗中，近卫机械化第4军近卫坦克第36旅格列边尼科夫少尉指挥的坦克冲到退却的德军第6集团军司令部纵队的跟前，摧毁了数辆战斗车辆和多辆指挥车及电台，但旋即被德军炮弹击中起火，该车乘员仍继续英勇作战直至牺牲在燃烧的坦克内，由于这一功绩，格列别尼科夫少尉被追授苏联英雄称号。3月9日晚骑兵机械化集群转向南，沿着新布格—尼古拉耶夫铁路急速而深入地插入，经激烈战斗攻克巴什坦卡，3月10日日终前隔断了德军第六集团军右翼的4个军13个师，就使敌人处于几乎完全被合围的态势。德军打算向西面突围，在3月11日前，组织了一个由第17、第125、第302步兵师和大量坦克组成的突围集团，并开始在西面和西北方向对新波尔塔夫卡和普里沃利诺耶实施突围。3月12日深夜，方面军司令员命令近卫第8集团军会同坦克第23军等，击溃企图从新谢尔格耶夫卡、马列耶夫卡地域向西突破的敌军集群，并在3月13日日终前，前出至佩斯基、多布拉亚、克里尼察、亚夫基诺、新谢瓦斯托波尔一线。同时命令普利耶夫将军的骑兵机械化兵集群占领斯尼吉廖夫卡，并在3月13日这天坚守住基谢列夫卡、布尔哈诺夫卡、斯尼吉廖夫卡、奥克佳布里斯基、巴尔马舍沃地域。但力量不足以形成严密的合围圈西侧对内正面，近卫第8集团军仍然在包围圈东北方向的弗拉基米罗夫卡苦战，突击第5集团军的步兵第37军推进到斯尼吉廖夫卡以东地域。3月13日，德军第6集团军司令卡尔-阿道夫·霍利德上将命令合围圈中的德军立即向西突围。结果德军放弃了全部火炮与装备，第370、第304、第355、第9步兵师损失特别惨重。3月15日，苏军解放了别列兹涅戈瓦托耶与斯尼吉廖夫卡，德军第六集团军总撤退到南布格河右岸。此次作战，骑兵第30师在战役中表现出色，解放了新布格城，于1944年3月19日荣获新布格骑兵师荣誉称号。近卫骑兵第9师则因突德军因古列茨河防御和3月8日解放新布格城立下战功，在1944年3月19日荣获二级苏沃洛夫勋章。
1944年3月26日乌克兰第三方面军不间断地发起了敖德萨攻势，普利耶夫骑兵机械化集群从沃茲涅先斯克以北强渡南布格河，经别列佐夫卡直扑铁路枢纽拉茲傑利納亞，4月4日攻克该地，将德军滨海集团分割为两部分。然后调头向南，4月7日骑兵机械化集群所属部队进抵德涅斯特湾。4月8日攻克德涅斯特湾畔的別利亞耶夫卡，切断了敖德萨德军的陆上退路；再调头向东，4月9日午夜逼近敖德萨西郊。骑兵机械化兵集群的迂回行军，决定了敖德萨的命运。守城的是罗马尼亚的部队，以及编成内有4个师的德军步兵第72军和党卫军的20多个独立营。德罗军队在城市的北边和西北边占据着坚固的防御工事。敖德萨于4月10日近10时被完全解放。普利耶夫因在这两场战役中指挥得当，表现英勇，1944年4月16日苏联最高苏维埃主席团授予普利耶夫苏联英雄称号。近卫骑兵第9师、近卫骑兵第10师因4月10日解放敖德萨城作战英勇，在4月20日获得二级波格丹·赫梅利尼茨基勋章。而骑兵第30师在这次攻势中，因解放拉兹杰利纳亚城战绩显赫，在4月12日荣获二级苏沃洛夫勋章。近卫骑兵第4军指战员发挥了高超的军人技能，表现了大无畏精神和英雄气概。由于4月10日解放敖德萨时出色完成指挥部赋予的任务，4月20日荣获红旗勋章。近卫机械化第4军在解放敖德萨市(4月10日)的战斗中，全体军人作战勇敢，为此荣膺二级苏沃洛夫勋章(1944.4.20)。
1944年6月普利耶夫骑兵机械化集群转隶白俄罗斯第一方面军。参加白俄罗斯会战中的博布鲁伊斯克攻势、明斯克攻势和比亚韦斯托克攻势，解放了斯盧茨克(6月30日)、斯托爾布齊(7月2日)、斯洛尼姆(7月10日)。6月25日，骑兵机械化集群在第28集团军地带内进入突破口，从左面保障了方面军对德军博布鲁斯科集团合围的机动，27日完成合围。骑兵机械化集群则在6月29日开始进攻于7月2日切断了明斯克通向西南的道路。1944年7月20日，该军在布列斯特城西北20公里的鲁多韦茨地区强渡西布格河，进入波兰境内，并于8月中旬前出到华沙东南20公里卡尔切夫地域的维斯瓦河。近卫骑兵第4军从6月25日-7月28日的34天作战中，毙敌22586人，俘敌1260人，击毁敌坦克和强击火炮210辆、装甲车30辆、火炮236门、军车864辆，缴获坦克和强击火炮4辆、装甲车5辆、火炮84门、军车355辆、飞机16架。军所属的近卫骑兵第9师该师在德军防御战役纵深内实施高速度进攻，在解放斯卢茨克和斯洛尼姆城、粉碎德军巴拉诺维奇和布列斯特集团时屡建战功，荣获红旗勋章（7月5日）和一级库图佐夫勋章（7月10日），被授予巴拉诺维奇哥萨克骑兵师荣誉称号（7月27日）。军所属的近卫骑兵第10师在6月25日突破德军防御后，在头5天内转战100余千米，并协同其他兵团解放了斯卢茨克、斯洛尼姆。因在这些战斗中战功卓著，7月5日荣获斯卢茨克哥萨克骑兵师荣誉称号，7月10日荣获一级库图佐夫勋章。所属近卫骑兵第36、第40、第42团，先后于7月25、27日荣获红旗勋章，被授予巴拉诺维奇团荣誉称号。近卫骑兵第4军因模范完成强渡夏拉河和解放斯洛尼姆城的战斗任务，1944年7月25日荣获二级苏沃洛夫勋章。
1944年8月底—9月初，率近卫骑兵第4军调至罗马尼亚，编入乌克兰第2方面军。1944年10月3日任乌克兰第二方面军任骑兵机械化集群司令，编成内辖近卫库班骑兵第4军、近卫骑兵第6军、机械化第7军，任务是在德布勒森攻势中深远突击敌后。战役从乌克兰第二方面军左翼突出部的阿拉德发起，近卫坦克第六集团军和普利耶夫骑兵机械化集群投入战役突破口后，普利耶夫集群3天前进了100公里，攻克了索尔诺克、考爾曹格，逼近了布达佩斯远接近地；但近卫坦克第六集团军向德布勒森方向进攻时，被德军在奥拉迪亚的顽强固守所挡住。方面军司令员马利诺夫斯基不得不命令普利耶夫集群停止逼向布达佩斯，转而调头东进进攻奥拉迪亚德军的西北侧退路，协助近卫坦克第六集团军于10月12日攻克了奥拉迪亚。德军南方集团军群逐步后撤，苏军于10月20日攻克德布勒森。此战令近卫坦克第六集团军的坦克和自行火炮数量从400辆下降到180辆，被迫撤到后方整补。方面军司令员马利诺夫斯基为了完成战役预定计划尽力在匈牙利东部合围歼灭德军与匈牙利军东喀尔巴阡集团（匈牙利第1、第2集团军和德军第8集团军），把方面军预备队格尔什科夫骑兵机械化集群（近卫骑兵第5军和坦克第23军）投入交战，统一由普利耶夫指挥，10月17日迅速超越后撤中的德军突入敌后。但至10月20日，德军南方集团军群已经集结了装甲第1、第23、第24师、党卫军第4“警察”装甲掷弹兵师、第503重装甲营。10月22日，普利耶夫指挥的2个骑兵机械化兵集群攻占尼赖吉哈佐，先遣部队进抵蒂萨河，切断了德军东喀尔巴阡集团的退路。10月22日德军在德布勒森以北、尼赖吉哈佐以南地域，以装甲第3军的装甲第1、第23师为右翼，德军第8集团军步兵第29军、步兵第17军为左翼在苏军突破口根部发动钳型攻势，迅速击破了担任掩护任务的罗马尼亚第4集团军部队，切断了苏军2个骑兵机械化集群的后方交通线；党卫军第4“警察”装甲掷弹兵师和第503重装甲营在正面拖住苏军。普利耶夫第一时间发现了危机，立即决定停止攻势，集中兵力在空军掩护下向后方有序突围，经过10天敌后独立作战（其中5天为突围战），10月27日普利耶夫指挥的两个骑兵机械化集群放弃尼赖吉哈佐，成功突围与方面军主力会合。德军战时宣称苏军的骑兵机械化集群约有17000余人阵亡，另有6600 余人成为俘虏，德军还宣称击毁或缴获358辆坦克、310门火炮、600门反坦克炮和1954辆各类车辆。由于在攻占德布勒森城时指战员们勇敢顽强，近卫骑兵第7军于1944年11月14日荣获列宁勋章。
1944年11月5日，以近卫骑兵第4和第6军以及机械化第7军组建了骑兵机械化第1集群（1-я конно-механизированная группа），由普利耶夫任司令，从此不再兼任近卫骑兵第4军军长。1944年11月11日骑兵机械化集群（有近卫骑兵第4、6军）在近卫机械化第2、4军协同下发动了对布达佩斯的第二次攻势，但直到15日才突破德军第一道防线，仅仅推进了40千米，无法进入市区。近卫机械化第4军有150辆坦克和自行火炮，11月28日-12月23日编入普利耶夫中将指挥的骑兵机械化兵集群。1944年12月6日骑兵机械化第1集群对布达佩斯发起了第三次攻势，集群迅速扩大了突破口并渗入到德军防线远方，12月7日打退了德军第24装甲师和第46步兵师反扑。1946年1月26日，“骑兵机械化第一集群”获得近卫军称号，改称“近卫骑兵机械化第一集群”。
1945年3月25日，近卫骑兵机械化第一集群参加了布拉迪斯拉发-布尔诺攻势，从莱维采出发，强渡尼特拉河和摩拉瓦河，越过西喀尔巴阡山脉，4月1日解放了特尔纳瓦城，4月26日协同方面军其他兵团解放了布尔诺。近卫骑兵第4军因在解放特尔纳瓦城时模范完成作战任务，1945年5月17日荣获二级库图佐夫勋章。1945年5月6日布拉格攻势，从布尔诺一路攻入布拉格东南伊赫拉瓦城地域。
德国投降后，调外贝加尔方面军，1945年5月29日晋升上将军衔。在1945年8月的远东战役中，指挥苏蒙骑兵机械化集群战胜日本关东军与驻蒙军有功，所部成为在艰苦的山地荒漠地条件下实施运动作战的范例，1945年9月8日第二次荣获苏联英雄。
因在对德国军队及粉碎日本军队的作战，转战9个方面军，历任第50骑兵师（近卫骑兵第3师）师长，近卫骑兵第2、第5、第 3、第4军军长，近卫骑兵-机械化第1集群司令，苏蒙骑兵机械化集群司令。其率领的部队在整个二战中，受到最高统帅20次通令嘉奖。

### 战后
战后，1946年2月任塞瓦斯托波尔军区司令员。1946年7月，任驻罗马尼亚的南方军队集群第9机械化集团军司令。1947年2月至1948年4月任喀尔巴阡军区第13集团军司令员。入总参军事学院高级速成班，1949年毕业。1949年4月任外高加索军区第4集团军司令员。1955年6月任北高加索军区第一副司令。1958年4月至1968年6月任北高加索军区司令。在1962年7月到1963年5月的古巴导弹危机期间，任驻古巴苏军最高首长，赫鲁晓夫给普利耶夫大将发了一封绝密电报：“我们认为你在击落美国 U-2间谍机的事件中行事过于草率，毕竟这是一个关键时刻，和解的可能已经出现。我们已经决定拆除并撤回R-12 导弹，现在就要开始执行这一措施。  1962年4月27日。”大将(1962.4.27)回国后继续当北高加索军区司令，1968年6月起任苏联国防部总监组军事顾问监察员。1979年去世后葬于家乡北奥塞梯。 
1961年至1966年为苏共二十二大中央候补委员。苏联最高苏维埃第二至第七届代表（1946-1970）。1971年获得蒙古人民共和国英雄。获列宁勋章6枚，十月革命勋章1枚，红旗勋章3枚，一级苏沃洛夫勋章2枚，一级库图佐夫勋章1枚，奖章及外国勋章多枚。

## 著作
- 《为了祖国》，罗斯托夫，1965年版；
- 《穿过戈壁和兴安岭》，莫斯科1965年版；
- 《“复仇军”的灭亡》，奥尔忠尼启则1967年版；
- 《为祖国服役》，罗斯托夫1968年版；
- 《关东军的末日》(苏蒙军骑兵机械化集群司令回忆录)，奥尔忠尼启则1969年第2版；
- 《解放罗马尼亚、匈牙利和捷克斯洛伐克作战》，奥尔忠尼启则1971年版；
- 《战争之路》，奥尔忠尼启则1973年版；
- 《在近卫军的旗帜下》，奥尔忠尼启则1976年版。